# Lymington
Lymington (engelskt uttal: [ˈlɪmɪŋtən]) är en stad i grevskapet Hampshire i södra England. Staden ligger i distriktet New Forest samt i civil parishen Lymington and Pennington. Den är belägen vid floden Lymington, cirka 24 kilometer öster om Bournemouth. Tätorten (built-up area) hade 14 858 invånare vid folkräkningen år 2021. Lymington nämndes i Domedagsboken (Domesday Book) år 1086, och kallades då Lentune.